# Unterseeboot 204
Le Unterseeboot 204 (ou U-204) est un sous-marin allemand (U-Boot) de type VII.C utilisé par la Kriegsmarine (marine de guerre allemande) pendant la Seconde Guerre mondiale

## Historique
Mis en service le 8 mars 1941, l'Unterseeboot 204 reçoit sa formation de base dans la 1. Unterseebootsflottille à Kiel en Allemagne jusqu'au 1er mai 1941, où il rejoint son unité de combat, toujours dans la 1. Unterseebootsflottille, à Brest.
Il réalise sa première patrouille, du port de Kiel le 24 mai 1941 sous les ordres du Kapitänleutnant Walter Kell. Après 35 jours de mer et un succès de deux navires marchands pour un total de 7 902 tonneaux, l'U-204 retourne à la base sous-marine de Brest le 27 juin 1941.
L'Unterseeboot 204 effectue trois patrouilles dans lesquelles il a coulé quatre navires marchands pour un total de 17 157 tonneaux et un navire de guerre de 1 060 tonnes cumulant un total de 97 jours en mer.
Sa troisième patrouille commence à la base sous-marine de Brest le 20 septembre 1941 toujours sous les ordres du Kapitänleutnant Walter Kell. Après 30 jours en mer et un palmarès d'un narive marchand de 9 255 tonneaux, l'U-204 est coulé à son tour le 19 octobre 1941 en Méditerranée près de Tanger à la position géographique de 35° 46′ N, 6° 02′ O, par les charges de profondeur lancées depuis la corvette britannique HMS Mallow (en) et par le sloop britannique HMS Rochester (en). 
Les 46 membres d'équipage meurent dans cette attaque.

## Affectations
- 1. Unterseebootsflottille du 8 mars au 1er mai 1941 (entraînement)
- 1. Unterseebootsflottille du 1er mai au 19 octobre 1941 (service actif)

## Commandements
- Kapitänleutnant Walter Kell du 8 mars au 19 octobre 1941

## Patrouilles
|       | Commandant         | Départ            | Départ | Arrivée         | Arrivée | Jours    | Succès   |
| ----- | ------------------ | ----------------- | ------ | --------------- | ------- | -------- | -------- |
| 1     | Kptlt. Walter Kell | 24 mai 1941       | Kiel   | 27 juin 1941    | Brest   | 35 jours | 7 902    |
| 2     | Kptlt. Walter Kell | 22 juillet 1941   | Brest  | 22 août 1941    | Brest   | 32 jours | 1 060    |
| 3     | Kptlt. Walter Kell | 20 septembre 1941 | Brest  | 19 octobre 1941 | Coulé   | 30 jours | 9 255    |
| Total | Total              | Total             | Total  | Total           | Total   | 97 jours | 18 217 t |

Note : Kptlt. = Kapitänleutnant

### Opérations Wolfpack
L'U-204 a opéré avec les Wolfpacks (meute de loups) durant sa carrière opérationnelle :
1. West (5 juin 1941 - 16 juin 1941)
2. Kurfürst (16 juin 1941 - 20 juin 1941)
3. Breslau (5 octobre 1941 - 19 octobre 1941)

## Navires coulés
L'Unterseeboot 204 a coulé quatre navires marchands pour un total de 17 157 tonneaux et un navire de guerre de 1 060 tonnes au cours des trois patrouilles (97 jours en mer) qu'il effectua.
| Date            | Navire            | Pavillon        | Tonnage | Fait  |
| --------------- | ----------------- | --------------- | ------- | ----- |
| 31 mai 1941     | Holsteinn         | Islande         | 16      | Coulé |
| 10 juin 1941    | Mercier           | Belgique        | 7 886   | Coulé |
| 9 août 1941     | HNoMS Bath        | Norvège         | 1 060   | Coulé |
| 14 octobre 1941 | Aingeru Guardakoa | Espagne         | 300     | Coulé |
| 19 octobre 1941 | Inverlee          | Grande-Bretagne | 9 158   | Coulé |